# ألفرد براونينج باركر
ألفرد براونينج باركر (بالإنجليزية: Alfred Browning Parker)‏ هو مهندس معماري أمريكي، ولد في 24 سبتمبر 1916 في بوسطن في الولايات المتحدة، وتوفي في 11 مارس 2011 في غينزفيل في الولايات المتحدة.